# Euploea dehaanii
Euploea dehaanii is een vlinder uit de familie Nymphalidae. De wetenschappelijke naam van de soort is voor het eerst geldig gepubliceerd in 1853 door Hippolyte Lucas.